# Política económica procíclica
La política económica procíclica consiste en el conjunto de acciones gubernamentales llevadas a cabo en el mismo sentido que los ciclos económicos, es decir, aumentar el gasto público y reducir los impuestos durante los períodos de crecimiento económico, y reducir el gasto y aumentar los impuestos durante una recesión.
Este comportamiento promueve un desbalance de las finanzas públicas y alarga el efecto de los ciclos sobre el PIB. En oposición, a lo largo de la literatura se ha argumentado que lo ideal es reducir la brecha del producto, controlando los ciclos económicos con políticas que se muevan en la dirección opuesta. Así, se genera un mayor crecimiento en el largo plazo que con políticas de carácter anticíclico. Autores como Kaminsky, Reinhart, & Vegh han mostrado en el pasado que, mientras los países desarrollados seguían políticas anticíclicas y/o acíclicas, los países en vía de desarrollo sufrían de un uso generalizado de políticas procíclicas.
Las políticas económicas procíclicas son ampliamente criticadas por acrecentar el ciclo económico, especialmente en situaciones de recesión.

## Elementos

### La política fiscal y los ciclos económicos
La idea de tener en cuenta los movimientos cíclicos de la economía para realizar política fiscal proviene de la escuela keynesiana y de Barro. Mientras los primeros indican que lo prudente es seguir una política que reduzca la brecha del producto, el segundo promueve políticas de tipo acíclicas, donde el gasto se expande sin importar la dirección de los ciclos económicos. Ambas teorías comparten el rechazo a realizar políticas procíclicas, sobre todo durante las etapas de recesión de las economías por los efectos que esto genera sobre el PIB potencial. Aun así, diferentes estudios han encontrado que los países en vía de desarrollo tienden a practicar políticas de carácter procíclico (Kaminsky, Reinhart, & Vegh (2004), Talvi and Vegh (2005) y Ocampo (2011)), aunque con menor frecuencia durante la fase recesiva de los ciclos. Esto sucede, probablemente, porque los estabilizadores fiscales automáticos son más sensibles a choques negativos, que a choques positivos (Prassad, N & Gerecke, M (2010)  y Gavin & Perotti (1997)). 
Entre las razones que justifican el comportamiento procíclico en los países en desarrollo están las restricciones de capital, sobre todo el proveniente del exterior. Durante las crisis, los países en vía de desarrollo se muestran menos seguros para los inversores y sufren de restricciones de financiamiento externo, lo que los obliga a reducir el gasto y/o incrementar los impuestos (Ocampo (2012) y Kaminsky, et al (2004)). Por su parte, cuando hay un auge, no solo los recursos son mayores por el crecimiento económico favorable, sino que también se hace abundante el financiamiento externo. 
Otra de las razones es que durante las fases ascendentes de los ciclos económicos existe una presión política sobre los nuevos recursos que incentiva a mejorar los niveles de gasto (Ocampo (2011)). Esto sucede porque la justificación para la austeridad en las fases recesivas es la falta de disponibilidad de recursos. Una vez esta restricción es eliminada, resulta complicado para los gobiernos mantener regímenes de austeridad fiscal. A esto último es posible agregar dos argumentos más: 1) Kaminsky, et al. (2004) y Tornell, A & Lane, P.R. (1999) señalan que cuando se da un cambio en los recursos públicos, se da paso a un “apetito voraz” de las instituciones que buscan apoderarse de ellos y mejorar sus balances; y 2) La inflexibilidad del gasto público, causado tanto por las condiciones económicas, como las presiones políticas que generan los grupos sociales que se benefician de ciertos tipos de gasto del gobierno. Ambas causas nacen de la existencia de unas instituciones débiles y el fraccionamiento del poder en el mundo en desarrollo.

### Política fiscal procíclica y ciclos de financiamiento externo
Otro enfoque fuertemente relacionado con lo mencionado anteriormente es el de autores como Kaminsky, Reinhart, & Vegh (2004), Ocampo (2011) y en general, la CEPAL, quienes han mostrado que los ciclos de financiamiento externo, en economías que sufren de predominio de la balanza de pagos, incentivan el uso de políticas procíclicas, no solo a nivel monetario, sino también fiscal. Otra forma de decirlo es: cuando las economías son sensibles a los choques externos, estos afectan la dirección de las políticas macroeconómicas monetarias y fiscales.
Esto se debe a que, cuando se encuentra la economía en auge, los mejores resultados económicos mejoran las condiciones externas debido al popularmente llamado “apetito por el riesgo”. En particular, el costo del endeudamiento baja y la disponibilidad de recursos extranjeros aumenta, mejorando así los balances de la cuenta de capitales. Los recursos extra llevan a la presión sobre los gobiernos y estos incrementan el gasto, reducen impuestos o ambos. Sin embargo, una vez acaba el auge, la recesión obliga a los países a recortar programas y/o aumentar los impuestos para controlar sus finanzas públicas. Así, la política fiscal se ve subordinada por los ciclos de financiamiento externo.  Para reducir este problema, se deben impartir medidas que reduzcan la vulnerabilidad externa. Entre ellas se encuentra la posibilidad de generar fondos de estabilización económica, sobre los que se retornará más adelante.
Otras formas de disciplina fiscal han sido las adoptadas por países como Chile en el 2001 y Colombia en el 2012, donde las finanzas públicas se manejan con referencia a una regla fiscal de balance estructural. Esta regla está diseñadas para absorber los choques cíclicos sobre el balance fiscal, de tal forma que se pueda establecer una senda de largo plazo que esté de acuerdo a los objetivos macroeconómicos (homeostasis presupuestal). Aunque la disciplina de los países con su regla fiscal es cuestionada, esta constituye una metodología útil para reducir el impacto de los ciclos externos sobre la dirección de la política fiscal.
En épocas recientes, autores como Frankel, J., Vegh, C., & Vulletin, C. (2013) han argumentado que los países en vía de desarrollo se encuentran en un proceso de “graduación” de la política fiscal procíclica. Sin embargo, Ocampo(2011) muestra que este no es el caso para Latinoamérica, pues el manejo anticíclico que hubo durante la crisis financiera se debió a los factores externos favorables, una rápida estabilización del sistema financiero y la alta demanda de commodities por parte de China que mantuvo unos términos de intercambio altos. En este sentido, resulta relevante continuar con el análisis del comportamiento procíclico de los países en vía de desarrollo por sus fuertes implicaciones en materia de política y con el fin de dejar de lado la tendencia procíclica. Por esto, a continuación se discutirán las condiciones macroeconómicas más relevantes durante el periodo de estudio de este documento y su impacto sobre las decisiones fiscales. Así, se mostrará de una forma más práctica las situaciones que, a través de los años, han causado incentivos a las políticas procíclicas.

### Medidas para una política fiscal anticíclica
Entre las medidas que reducen la vulnerabilidad externa, se destacan los fondos de estabilización económica. En estos se reservan los recursos extras provenientes del auge de los ciclos económicos y los ciclos energéticos para gastarlos cuando existen recesiones o precios externos desfavorables, controlando así el grado de procíclicalidad de la política y reduciendo la brecha del producto para generar un crecimiento de acuerdo a la dinámica de largo plazo. 
A su vez, debido a la inflexibilidad del gasto público, causado por las características sociales del mismo y su relación con la cobertura de derechos constitucionales como la educación, la protección social y la salud, se hace necesario considerar mecanismos que usen la tributación como medida anticíclica. Un instrumento tributario que ha resaltado en la literatura es la conformación de impuestos de renta progresivos. Estos no solo mejoran la redistribución del ingreso, sino que también ayudan a estabilizar los ciclos porque las rentas se incrementan en los auges.
En cuanto a la estructura fiscal, la mejora en la calidad de instituciones mejora la transparencia, la contabilidad y la responsabilidad de la política fiscal, haciéndola, entre otras cosas, más flexible, como muestran Acemoglu, D. and Robinson, J. (2008). Lo anterior permite un comportamiento del gasto del gobierno más sólido y aumenta la capacidad de las economías para generar políticas anticíclicas según lo argumentado por Frankel, J., Vegh, C., & Vulletin, C. (2013), quienes señalan que los países en desarrollo que han podido “graduarse” de su tendencia a realizar políticas procíclicas, son aquellos que han mejorado la calidad de sus instituciones. El caso más relevante es el de Chile, quien, además, ha mejorado su estructura fiscal mediante mecanismos como la adopción de reglas que estabilizan los balances estructurales del gobierno. Esta medida aísla los ingresos de los gastos, lo que permite disponer de recursos para realizar políticas anticíclicas. 
Por otro lado, con el fin de estabilizar la disponibilidad financiera de los recursos, las medidas de control de capitales sobre los ciclos de financiamiento externo reducen los incentivos de los gobiernos a usar los recursos extras en los auges, además de disminuyen la vulnerabilidad de los países cuando entran en recesión. 
Por último, la selección de los instrumentos adecuados para una política fiscal es también un asunto relevante, pues no cualquier mecanismo otorga un resultado adecuado. Sobre este argumento, French-Davis (2010) señala que durante las épocas de auge, las reducciones de gasto son insuficientes porque no abarcan los efectos de los ciclos de financiamiento y las condiciones externas sobre los privados. Por ello, resulta más eficiente utilizar un incremento de impuestos como medida anticíclica. A su vez, durante la recesión, disminuir los impuestos no es un incentivo suficiente a incrementar el consumo, mientras un aumento del gasto afecta directamente a la demanda agregada. Los anteriores argumentos reflejan que no sólo es importante la dirección de la política anticíclica, sino también que esta posea un mecanismo de transmisión adecuado para que sus efectos sean realmente estabilizadores. 